# 足立原貫
足立原 貫（あだちはら とおる、1930年7月15日 - 2025年6月30日）は、日本の哲学者。地べたの哲学者、土に根ざした思想―農哲学者・農学者（農業原論、農作業研究、農村地域研究）。詩人（筆名 光原邦夫)。東京市本所区（現在の墨田区）で生まれ。富山県富山市大沢野町小羽在住。
社会における“農”の機能の一端を担いつづけていこうとする“やる者”によって、開かれた営農体の確立と高度成長の時流への問題提起をねらい、“地球を耕そう”を合言葉に「農業技術者協会」結成。その実践の場を廃村に求めた。また廃村を拠点とした運動を基軸に「人と土の大学」「草刈り十字軍」「『山崎賞』の創設」「中国への技術協力」など幅広い実践を続けた。
日本農作業学会、日本農業工学会、国際農業工学会(CIGR)、日本ユネスコ協会連盟に所属したことがある。

## 年表
1930年 7月15日東京市本所区厩橋（現在の墨田区本所）で出生 。鈴職人の家に生まれる。父・足立原銀蔵、母キミ。
1934年 浅草寺幼稚園へ入園。
1937年 本所小学校（東京市明徳尋常小学校）へ入学。
1942年 第二東京市立中学校に入学。
1951年 都立上野高等学校から東京大学教養学部理科２類に入学。
1955年 東京大学農学部農学科卒、同大学院。
1958年 東京大学大学院生物系研究科農学専攻修士課程修了。
1959年 東京大学助手（農場勤務）。
1960年 大分県農業試験場技師。
1963年７月 富山県立大谷技術短期大学助教授（富山県立大学・短期大学部）に着任。
1967年1月 学習から実践へ。「農業開発技術者協会（ＡＤＥＡ）」設立。4月7日 廃村・上新川郡大山町小原で事業地を開設。
1970年5月 野菜の宅配事業を開始。8月「人と土の大学」開学（上新川郡大山町小原）。
1971年12月 富山県上新川郡大沢野町小羽に小羽事業地開設。
1972年 富山県立大谷技術短期大学教授。
1973年2月 足立原の恩師である山崎正一東大教授が定年退官。その退職金が基金となり「哲学奨励山﨑賞」を創設。11月第1回授賞式（富山市）開催。
1974年 「草刈り十字軍」運動開始。安部祥子と結婚。
1976年4月 八尾町教育委員会から廃校利用の依頼を受け、大玉生村塾（おおたもうそんじゅく）開塾。
1979年4月 富山県立大谷技術短期大学・田村三郎学長に同行し中国湖南省現地調査。
1980年4月 中国湖南省桃源県で日中合作水稲作現代化実験開始。
1981年 北日本新聞文化功労賞受賞。
1983年11月 「哲学奨励山﨑賞」10周年記念講演会を機に「山﨑賞」と改称。
1984年10月 中国湖南省対外科学技術交流中心顧問を委嘱。
1987年 湖南省へ記念植樹団派遣し桃花源にケヤキ5千本を植える。富山新聞富山風雪賞受賞。「日本学研究会」発足。
1989年10月 「草刈り十字軍」運動が（財）ソロプチミスト日本財団から第10回青少年ボランティア賞受賞。中国湖南省桃源県人民政府栄誉賞受賞。
1990年 富山県立大学短期大学部教授。
1992年9月 中国湖南省科学技術委員会高級顧問を委嘱。11月中国湖南省・武陵大学客員教授を委嘱。
1993年6月 「草刈り十字軍」運動が第11回「朝日森林文化賞」受賞。
1995年4月 「草刈り十字軍」運動が（社）国土緑化推進機構から第6回「みどりの文化賞」受賞。 7月映画「草刈り十字軍」製作準備開始。
1996年 映画「草刈り十字軍」クランクアップ。富山県立大・短期大学を定年退職。
1997年1月 映画「草刈り十字軍」公開上映開始。北日本新聞文化賞受賞。
1998年8月 「草刈り十字軍」発足25年記念。映画「草刈り十字軍」英語版（英語字幕、日本語音声）完成試写会開催。
2003年5月 シンポジウム「日本現象を考える」開催。
2005年1月 日本学2005「公開研究会」開催。
2006年3月 「特定非営利活動法人農業開発技術者協会・農道館」の設立。（2017年7月解散）
2025年6月30日、急性心筋梗塞のため死去した。94歳没。

## 実践の足跡

### 人と土の大学 1970-2010
“人”と“土”の回生の願い
1970（昭和45年）年に農業開発技術者協会小原事業地を開放し開学。平素相会うこともないさまざまな人々が土を仲立ちとして出会い、土にかかわり合う仕事にふれて、自然や社会や人生を考え、学び合うという機会と場を提供することをねらいとした3泊4日の講座である。以降毎夏、開催された。
開学の言葉 1970年6月1日（足立原 貫）
大学は学ぶものの集まりであるはずです。
「学ぶ」というのは、自ら考え自ら行ってみることです。
「教えられる」や「育てられる」というのとは、まるで異なる姿勢です。
いま、世の中の表通りにはもとより、一隈の大学にすら、「学ぶ」場と機会が消えています。
私たちは、「学ぶ」ことを求める多くの仲間たちに呼びかけて「学び合う」機会をつくろうと思い立ちました。
自分の眼で見、自分の耳で聴き、自分の頭で考え、自分の手と足で行ってみる“場”、それこそ“大学”であると確認し、そこに今失われている大きな二つのもの“人”と“土”の回生の願いを込めて、私たちは“人と土の大学”を開学しようとしています。
この大学は、誰かにとって「都合のよい」者を養成したり、誰かのために「役立てられる」ような教育が行われるところではありません。だから、学歴や資格、証書や免状などという虚飾とは無縁です。
時代の流れにまどわされず、静かな山の林間で、人間や社会や科学や芸術について考え語り合い、野菜類を自ら得るための作業を行って自然や生活を考える、という夏の幾日かを共に過ごそうと望まれるさまざまな人々の参加を期待しています

### 草刈り十字軍 1974-2016
教育の城は山に築け -きみ、青春の一夏 山へ入って草を刈ろう-
1974年富山県大山町小原（現富山市）などが造林地に除草剤を空中散布する計画を立てたことを知り「薬剤が水を汚染し環境破壊を招く」と反対。対案として、人手による下草刈りをしようと、夏休みの学生を中心に結成、初年度は延べ2,360人が作業、187haを刈り上げた。以来、毎年8月に実施する10日間の活動は、これまでに全国から4,200人以上が参加した。1997年吉田一夫監督、加藤剛主演による映画化がなされた。除草剤の空中散布反対から始まり、43年にわたり有志で草刈りを続けてきた富山県の「草刈り十字軍」は参加者の減少などを理由に2016年８月で活動を終えた。現在は、有志たちによる活動で引き継がれている。

### 山崎賞 1973-2014
哲学者山崎正一教授の芳志を生かし創設された学術奨励賞である。昭和58年の創設10周年記念講演会を機に授賞対象を学術分野全般に広げ「哲学奨励山崎賞」から「山崎賞」と改めた。

### 日本学研究会 1987-
「国際日本学センター」は1990年7月に商標登録された。10年を経て、登録は更新せず、法政大学の「国際日本学研究センター」の設立に協力した。「日本学研究所」は1991年9月に商標登録された。

#### 会告（足立原 貫）
敗戦から立ち上がった日本国と日本人の存在が世界各国にとって”無視し得ない存在”から世界の動向に”影響を与える存在”となり始めた一九八〇年代に入ってから、少なからぬ国や地域に「日本語ブーム」がもたらされたことは周知のとおりです。そのブームを下地として、いま或国ではかつてない規模と速さで、また或地域では静かにしかし、着実に「日本研究」が進展し、「日本学」の様相を明確にしてきております。……（略）……「学」や「研究」は自由に行われるべきもので、その内容や結果に他者が干渉することは無法の極みです。しかし、近年の「日本研究」「日本学」の進展がたいへん急速であるだけに、不備の資料や誤認の情報に基づく日本観が形成される懸念が抱かれるとき、その事態の招来を避ける努力はすべきでしょう。……（略）……相互に相手側から自分たちがどう見られ、自分たちの言動がどう解釈され、どう認識されているのかを知り合う努力は、相互に相手側を対象として直接研究することと並び、相互理解のための極めて重要な研究となりましょう。諸外国における「日本学」「日本研究」の内容を研究対象とする研究会を発足させるゆえんです。……（略）……

## 著書・論文・雑誌記事
- 『トラクターと作業機の豆知識 作物を栽培する者の新しい常識として』 1961年
- 『一つの社会の死から』 北日本新聞社 1975年
- 『やる者がやるときに 農の倫理』 家の光 1976年
- 『”むら”が直面している生産の問題をどう考えるか』 農業と経済 第46巻第9号12頁 1980年
- 足立原貫「「農作業研究」において高齢者を“問題”とする前に」『農作業研究』第1984巻第51号、日本農作業学会、1984年、1-5頁、doi:10.4035/jsfwr.1984.51_1、ISSN 0389-1763。
- 『道標はない 農の倫理で探るやる者の道』 ぎょうせい 1987年
- 足立原貫「農作業の科学の地平」『農作業研究』第23巻第3号、日本農作業学会、1988年、175-178頁、doi:10.4035/jsfwr.23.175、ISSN 0389-1763。
- 足立原貫「中国湖南省における農村の変容 : "改革・開放政策 10年の歩み"の調査から」『富山県立大学紀要』第1巻、富山県立大学、1991年3月、77-84頁、ISSN 09167633。
- 足立原貫「中国湖南省桃源の農村に見る「庭院経済」」『富山県立大学紀要』第3巻、富山県立大学、1993年3月、192-199頁、ISSN 09167633。
- 足立原貫「開発に揺れる中国湖南省武陵源」『富山県立大学紀要』第5巻、富山県立大学、1995年3月、139-146頁、ISSN 09167633。
- 『へんじゃないか、へんじゃないか 世紀が変わるから』 共同通信社 2000年
- 『荘子と私 “地べたの哲学”を求めて』 歴史街道 2001年4月号
- 『【開催報告】2014年度第9回東アジア文化研究会』2015年

### 共著
- 『乾田化および新港建設がもたらした富山県射水地域の変容に関する研究[18]』 射水地域研究会 1985年
- 『山へ入って草を刈ろう 「草刈り十字軍」17年の軌跡』  共著・足立原貫、野口伸  朝日新聞社 1991年
- 『きみ、青春の一夏山へ入って草を刈ろう 「草刈り十字軍」運動の発展と展開』 共著・足立原貫、野口伸 三洋インターネット出版（朝日新聞社版を増補・改訂・改題） 1997年
- 『特別鼎談 今、何が必要なのか 歴史の彼方に忘れて来たもの』歴史街道 1999月9月号
- 『短期集中連載 対談 中国から見た日本』歴史街道 PHP研究所 2004年8月号～12月号
- 『異なるものが異なったまま共存するために』 『アジア遊学72 日中相互認識のずれ』勉誠社 2005年
- 『日本学2005『公開研究会』—中国は日本の「技術の文化」から何を学ぶか—』 足立原貫・清成忠男・高増杰 国際日本学 第3号 2005年
- 『『善隣友好・相互理解』公開研究会 中国の日本研究者との対話−日中関係の現状と未来を見据えて−』

```
足立原貫・劉暁峰・
王敏
・能登義隆 国際日本学第4号 2007年
```

### 関連図書
- 『草刈り十字軍―足立原貫先生と、わかものたち (いきいき人間ノンフィクション)』 伊藤真智子（著）／金子健治（イラスト）小峰書店 1992年
- 『きみ、青春の一夏山へ入って草を刈ろう‐草刈り十字軍写真集‐』「草刈り十字軍」草刈り十字軍本部編 桂書房 1994年
- 『コメと日本人と伊勢神宮』上之郷利昭 歴史街道 PHP研究所 1998年10月号～12月号、1999年1月号
- 『富山国際大学子ども育成学部紀要』
  - 大藪敏宏、「国際日本学の課題と富山の哲学運動 (PDF) 」『富山国際大学子ども育成学部紀要』 第3巻 2012年
  - 大藪敏宏、「「日本現象」としての富山の「草刈り十字軍」運動に関する研究‐西洋哲学との比較および国際日本学の観点から‐ (PDF) 」『富山国際大学子ども育成学部紀要』 第6巻 2015年
- 松元一明「NPO法成立以前の市民活動の特性 : 1970年代～ 80年代初期に設立された環境系および福祉系市民活動団体の文献比較を通じて」『成蹊大学文学部紀要』第48巻、成蹊大学文学部学会、2013年3月、191-215頁、doi:10.15018/00000465、hdl:10928/327、ISSN 0586-7797。

## 詩集・その他
- 詩集「つみきの塔」第１集〜第５集 1955年-
- 作詞「とこしえに我らみどり」公募・東京大学学生歌・佳作受賞 1955年

## 新聞連載
- 北日本新聞社 『世紀が変わるから』 1998.5.22-2000.12
- 朝日新聞社 地方版 『地べたの哲学』 2004.2.14-2005.3.26
- 毎日新聞社 地方版 『身の始末ノート』 2007.3.3-2017.3.3

## 参考
- インテック 鼎談 人が出会う、土と触れ合う 2013. 8 6
- アースデイとやま2016 環境市民フォーラム トーク【足立原 貫】
- 千瓢会（富山県立大学同窓会機関誌）巻頭対談 足立原 貫氏✕野開勝政同窓会長「足立原先生大いに語る」 2017.8.17